# Chasselas (struguri)

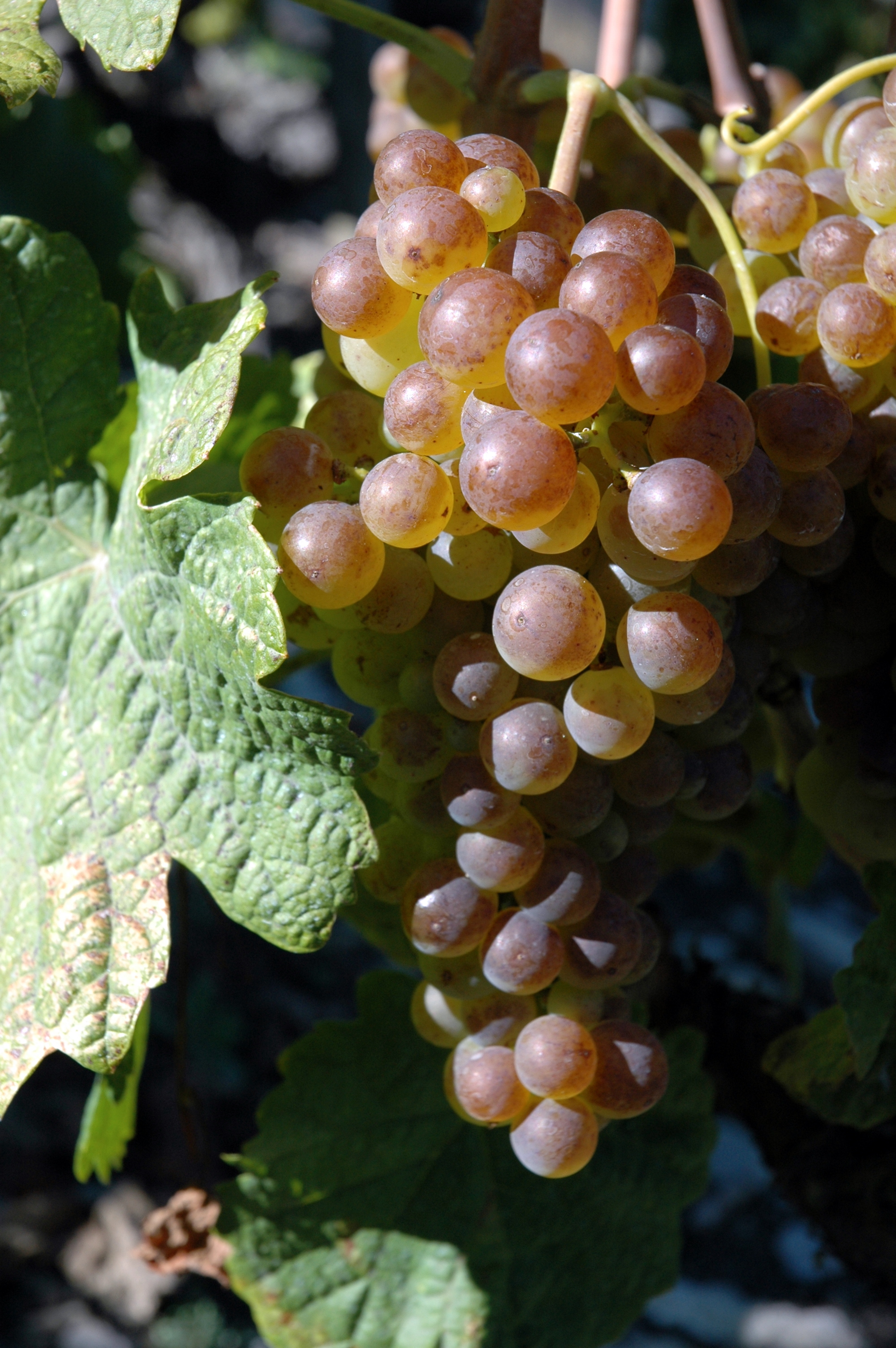
Struguri Chasselas

Chasselas (pronunțat: [șasla]) este un soi de viță de vie care produce struguri albi cu un anumit renume. În Germania acest soi de viță de vie este cunoscut sub numele de Gutedel,Chasselas este cultivat în numeroase podgorii europene, mai ales pentru obținerea strugurilor de masă, însă se poate obține un vin sec și ușor, galben deschis, uneori perlant. Există o varietate de struguri roze (Chasselas rosé).
Originea acestui soi de viță de vie este foarte discutată. O versiune spune că ar fi originar din Egiptul Antic, fiind cultivat de 5.000 de ani. Alte versiuni spun că ar fi originar din Elveția. 
Vița de vie chasselas se cultivă în Elveția, Franța, Germania, Portugalia, România, Ungaria și Noua Zeelandă. 

## Sinonime

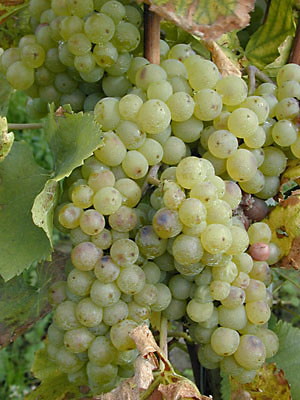
Struguri Gutedel

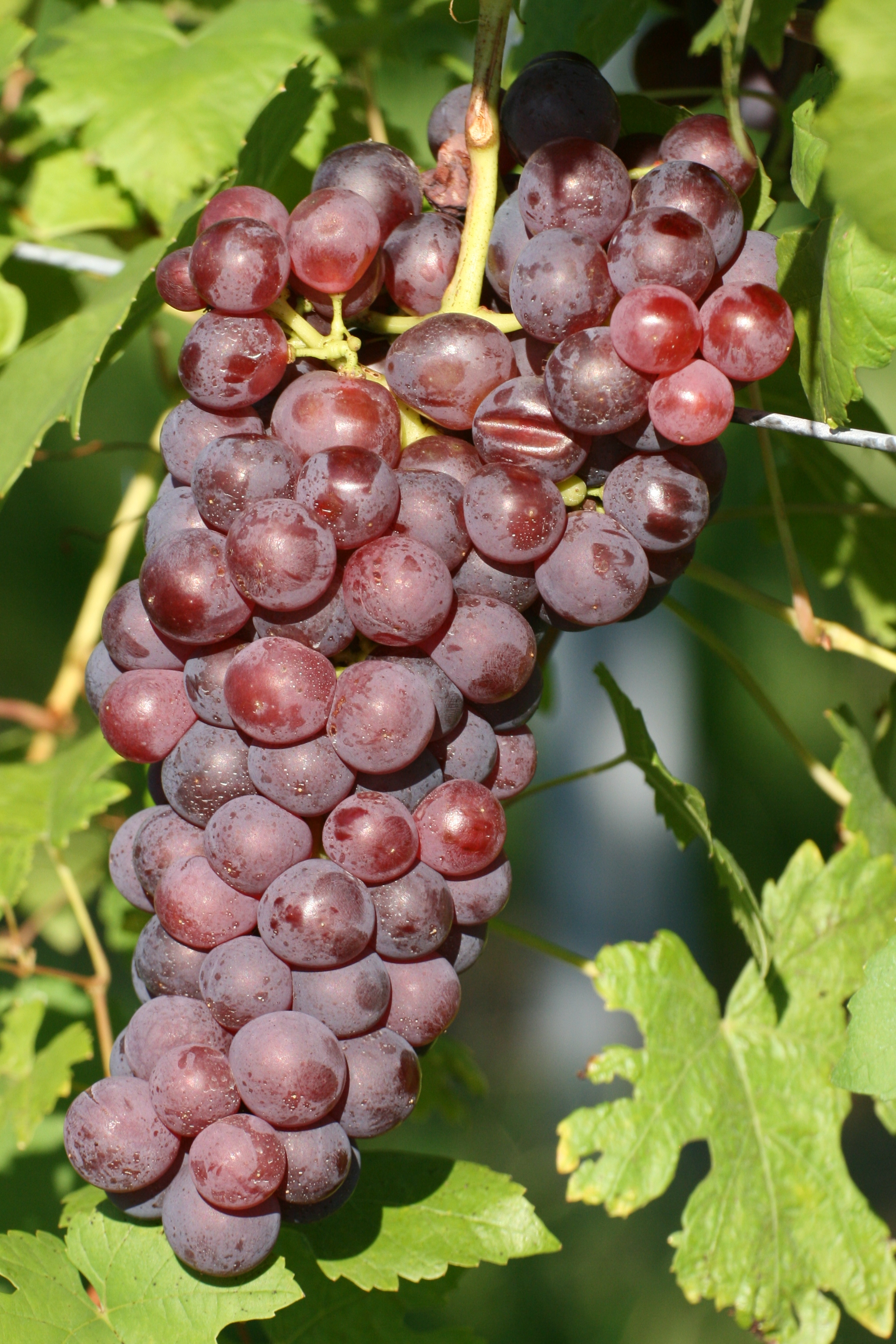
Struguri Gutedel roşi

Strugurii Chasselas posedă o lungă și variată listă de 189 de sinonime. Sunt cunoscuți sub numele de Abelione, Abelone, Albilloidea, Amber Chasselas (Anglia), Amber Muscadine, Bela Glera, Bela zlahtnina, Berezka, Berioska casla, Beyaz Gutedel, Biela plemenika praskava, Biela plemincka chrapka, Biela plemincka pruskawa, Blanchette, Blanquette, Bon blanc, Bordo, Bournet, Bournot, Charapka, Chasselas, Chasselas Angevin, Chasselas bianco, Chasselas blanc royal, Chasselas blanchette, Chasselas crognant, Chasselas croquant, Chasselas de Bar-sur-Aube, Chasselas de Bordeaux, Chasselas de Florence, Chasselas de Fontainebleau, Chasselas de Jalabert, Chasselas de la Contrie, Chasselas de la Naby, Chasselas de Moissac, Chasselas de Montauban, Chasselas de Mornain, Chasselas de Pondichery, Chasselas de Pontchartrain, Chasselas de Pouilly, Chasselas de Quercy, Chasselas de Rappelo, Chasselas de Tenerife, Chasselas de Teneriffe, Chasselas de Thomeri, Chasselas de Toulaud, Chasselas de Vaud, Chasselas di Fountanbleau, Chasselas di Thomery, Chasselas dorada, Chasselas dorato, Chasselas Doré, Chasselas Doré hâtif, Chasselas doré Salomon, Chasselas du Doubs, Chasselas du Portugal, Chasselas du Roi, Chasselas du Serial, Chasselas du Thor, Chasselas Dugommier, Chasselas dur, Chasselas fendant, Chasselas hâtif de Tenerife, Chasselas haute séléction, Chasselas Jalabert, Chasselas jaune ciré, Chasselas Piros, Chasselas plant droit, Chasselas Queen Victoria, Chasselas Reine Victoria, Chasseals Salsa, Chasselas Tokay Angevine, Chasselas vert de la Côte, Chasselas White, Chasselat, Chrupka, Chrupka biela, Common Muscadine, Dinka Belaya, Dinka blanche, Dobrorozne, Doppelte Spanische, Dorin (Denumirea Dorin nu este autorizată.) (Cantonul Vaud, Wallis), Doucet, Eau douce blanche, Edelschön, Edelwein, Edelweiss, Elsässer, Elsässer weiss, Fabian, Fabiantraube, Fábiánszőlő, Fehér Chasselas, Fehér Fábiánszőlő, Fehér gyöngyszőlő (Ungaria, literal „Struguri albi Perla”), Fehér repoos, Fehér ropogos, Fehér ropvos Fábián, Fendant (Elveția), Fendant blanc, Fendant roux, Fendant vert, Florenci Jouana, Franceset, Franceseta, Frauentraube, Gamet, Gelber Gutedel, Gemeiner Gutedel, Gentil blanc, Gentil vert, Golden Bordeaux, Golden Chasselas (California și Australia), Großblättrige Spanische, Große Spanische, Grosser Spaniger, Grüner Gutedel, Gutedel weiß, Gyöngyszőlő, Gyöngyzőlő, Junker (Taubertal), Königs Gutedel, Kracher, Krachgutedel, Krachmost, Lardot, Lourdot, Maisa, Marzemina bianca (Italia), Marzemina niduca, Morlenche, Mornan blanc, Mornen, Mornen blanc, Most, Mostrebe, Moster (Austria, Markgräflerland), Pariser Gutedel, Perlan (la Geneva, Elveția), Pinzutella, Plamenka Belyi, Plant de Toulard, Plant de Toulaud, Plemenika praskava, Plemenka, Plemenka bela, Plemenka rana, Plemenka biela, Praskava, Pruscava biela, Queen Victoria, Queen Victoria White, Raisin d’officier, Ranka, Rebe Herrn, Rheinrebe, Rosmarinentraube, Rosmarintraube (Wallis), Royal Muscadine (Anglia), Sasla, Sasla bela, Schönedel (Saxonia), Shasla belaya, Shasla Lechebnaya, Shasla Viktoria, Silberling, Silberweiß, Silberweißling, Süßling, Süßtraube, Sweetwater, Sweetwater white, Tribianco tedesco (Italia), Tribi vignoble (Italia), Ugne, Valais Blanc, Viviser, Vroege van der Laan, Wälsche, Wälscher (Austria), Weißer Gutedel, Weißer Krachgutedel, White Chasselas, White Muscadine, White Sweetwater, White van der Laan, Witte Van der Laan (Țările de Jos), Zlahtina, Zlahtnina, Zlahtnina bijela și Zupljanka.